# Jess Robbins
Jess Robbins, nato Jesse Jerome Robbins (Dayton, 30 aprile 1886 – Los Angeles, 11 marzo 1973), è stato un regista, sceneggiatore, produttore cinematografico e attore statunitense del cinema muto.

## Biografia
Attivo dal 1913 al 1927, diresse nella sua carriera 76 film. Il suo nome appare come sceneggiatore in ventisei film e come direttore della fotografia in venti pellicole (lavorò alla Essanay di Chicago come operatore di Gilbert M. 'Broncho Billy' Anderson). Produsse, non accreditato, circa una quindicina di comiche di Charlie Chaplin. Apparve come attore anche in una mezza dozzina di film. Di Should Sailors Marry?, che aveva tra i suoi interpreti Oliver Hardy e che fu diretto dallo stesso Robbins nel 1925, curò anche il montaggio.
Nel 1921 diresse il cortometraggio Cane fortunato ("The Lucky Dog"), con protagonisti per la prima volta il duo Laurel & Hardy.

## Filmografia

### Regista
- The Shadowgraph Message (1913)
- The Rustler's Spur (1913)
- The Awakening at Snakeville (1914)
- The Cast of the Die (1914)
- Sophie Picks a Dead One (1914)
- A Snakeville Romance (1914)
- The Mysterious Stranger (1920)
- The Blizzard (1921)
- Cane fortunato (The Lucky Dog) (1921)
- Should Sailors Marry? (1925)

### Sceneggiatore
- The Blizzard, regia di Jess Robbins (1921)

### Direttore della fotografia
- Scenes from the World's Largest Pigeon Farm, regia di Gilbert M. 'Broncho Billy' Anderson (1909)
- Wonders of Nature (1909)
- The Heart of a Cowboy, regia di Gilbert M. 'Broncho Billy' Anderson (1909)
- Flower Parade at Pasadena (California), regia di Gilbert M. 'Broncho Billy' Anderson (1910)
- Western Chivalry, regia di Gilbert M. 'Broncho Billy' Anderson (1910)
- Aviation at Los Angeles (California) (1910)
- The Mexican's Faith, regia di Gilbert M. 'Broncho Billy' Anderson (1910)
- The Ranch Girl's Legacy, regia di Gilbert M. 'Broncho Billy' Anderson (1910)
- The Ostrich and the Lady, regia di Gilbert M. 'Broncho Billy' Anderson (1910)
- Pals of the Range, regia di Gilbert M. 'Broncho Billy' Anderson (1910)

### Montatore
- Should Sailors Marry?, regia di Jess Robbins (1925)